# Adolf Huber (Fußballspieler)
Adolf „Dolfi“ Huber (* 5. März 1923; † Februar 1994) war ein österreichischer Fußballspieler. Der Mittelstürmer gewann mit der Wiener Austria insgesamt dreimal die österreichische Meisterschaft und ist mit 151 Toren bis heute drittbester Ligaschütze der Veilchen.

## Leben und Karriere
Dolfi Huber gefiel als Mittelstürmer vor allem dank seiner Dribbelkunst, Ballvergabe und seines Laufstils. Er hatte während seiner Karriere jedoch stark mit Verletzungen, insbesondere am Meniskus, zu kämpfen und musste nach insgesamt vier schweren Operationen meist monatelang pausieren. Er spielte zunächst als linker Seitenhalf in der Rapid-Jugend und kam nach einer Zwischenstation bei Straßenbahn durch Rudi Zöhrer zur Austria. Durch seinen Eintritt am 23. Jänner 1939, dem Todestag Sindelars, und aufgrund seines ähnlichen Spiels auf derselben Position wurde er bald als Sindelar-Nachfolger gehandelt. Sein Debüt in der Austria-Kampfmannschaft verlief am 26. Juli 1941 mit sieben Toren in einem Freundschaftsspiel gegen Helfort erfolgreich. Er wurde im April 1942 zur Wehrmacht eingezogen, war zu Beginn in Klagenfurt stationiert, ab September 1942 in Nordosteuropa an der Front. Regelmäßig für die Austria spielte er von Juli 1941 bis April 1942. Ab 1943 wieder bei einzelnen Spielen, allerdings nur bis zum Herbst, dann wechselte er zum LSV Markersdorf. 1944 spielte Huber als Soldat der Wehrmacht neben Franz „Bimbo“ Binder für die Deutsche Sportgemeinschaft Reichshof, die die deutschen Besatzer in der polnischen Stadt Rzeszów gegründet hatten, und nahm an der Meisterschaft 1943/44 der Gauliga Generalgouvernement teil.
Nach der Befreiung vom Nationalsozialismus fand sich mit Ernst Stojaspal, Ernst Melchior, Lukas Aurednik, Fritz Kominek gemeinsam mit Dolfi Huber eine erfolgreiche Angriffsformation bei den Veilchen. So konnten 1949, 1950 und 1953 die österreichische Meisterschaft und bis zur Einstellung des Bewerbs 1948 und 1949 auch zweimal der ÖFB-Cup gewonnen werden. Auf dem Weg zur ersten Meisterschaft trug sich Dolfi Huber gleich viermal in die Schützenliste ein, als man zwei Runden vor Schluss den Tabellenführer Wacker mit zehn Toren aus dem Stadion schoss. Größter internationaler Erfolg nebst zahlreichen Turnierteilnahmen war das zweimalige Erreichen des Halbfinales in der Copa Rio.
Soweit möglich war Dolfi Huber in der Zeit von 1949 bis 1952 auch Fixstarter im österreichischen Nationalteam. Sein Debüt samt Tor absolvierte er am 22. Mai 1949 gegen Italien. Auch in der folgenden Partie gegen die Tschechoslowakei traf er und bei seinem dritten Teameinsatz gegen Jugoslawien trug er sich in Belgrad gleich zweimal in die Schützenliste ein. Mit zwei weiteren Treffern beim 8:1-Kantersieg in Brüssel gegen Belgien, seinem Teamhattrick gegen Irland beim 6:0 sowie seinem Treffer bei der knappen 2:3-Niederlage gegen England hatte er nach nur neun Einsätzen die 10-Tore-Schallmauer durchbrochen. Typisch für seine Karriere endete sein letztes Länderspiel gegen Irland bereits nach einer halben Stunden mit einer Verletzung nach einem Zusammenstoß mit Johnny Carey.
Nachdem Dolfi Huber bereits 1946/47 und 1948/49 verletzungsbedingt kaum zum Einsatz gekommen war, schien 1954 seine Karriere erneut beendet. Letztlich trat er 1957 vom Fußball zurück, nachdem er als dritter und bis heute letzter Spieler der Austria für die Veilchen mit 153 Treffern knapp die 150-Tore-Marke in der Liga übertraf. Dolfi Huber ging anschließend zum 1. Wiener Neustädter SC, wo er als Trainer 1958/59 die B-Liga gewann und so mit dem Klub erstmals in die A-Liga aufstieg. 1962 übernahm er den in die Drittklassigkeit abgestiegenen FC Wien, den er sechs Jahre lang betreute und dabei auch wieder in die damals zweitklassige Regionalliga Ost zurückführte. Im Anschluss an dieses Engagement kehrte er wieder zur Austria zurück, wo er noch lange Zeit in der Jugendarbeit aktiv war. Er wurde am Kagraner Friedhof bestattet.

## Erfolge
- 2 × Halbfinale Copa Rio: 1951, 1952
- 3 × Österreichischer Meister: 1949, 1950, 1953
- 2 × Österreichischer Cupsieger: 1948, 1949
- 1 × Österreichischer Zweitligameister: 1959 (Trainer)
- 13 Spiele und 10 Tore für die österreichische Fußballnationalmannschaft von 1949 bis 1953